# Callidium subcostatum
Callidium subcostatum là một loài bọ cánh cứng trong họ Cerambycidae.